# Lean production
Lean production är en ideologi som har sitt ursprung i Toyotas utvecklingsstrategi Toyota Production System. Syftet med lean production är att maximera kundnyttan och samtidigt minimera slöseri av resurser genom olika typer av effektiviseringar och rationaliseringar.

## Etymologi
Begreppet TPS användes i det japanska företaget Toyota efter "Toyota Production System", men har sedan blivit omdöpt av andra organisationer som ger ut läromedel i form av e-böcker, utbildningar och tjänster. Idag kallas det lean production och har fått sitt namn från engelskans "lean meat", det vill säga kött utan fett. Namnet är en metafor för de mål som man vill att organisationer ska arbeta mot.

## Bakgrund
Lean production utgår från att organisationer slösar resurser och därför är det viktigt att implementera processer som leder till rationalisering av organisationsstrukturen. Enligt lean production är det viktigt för organisationer med höga kostnader och omständliga produktionsprocesser att på bästa sätt identifiera de beståndsdelar som inte ger ett slutvärde för kunden. De faktorer som inte uppfyller detta är således det "fett" som ska trimmas av från köttet. Den japanska metoden har fått stor uppmärksamhet bland företag i USA och Europa och har varit grunden för många ledningssystem inom konsultverksamhet under de senaste decennierna.
Ett av de första produktionssystemen var taylorismen som med Frederick Winslow Taylors "Scientific Management" inspirerade Henry Ford. Denna tillverkning var inte speciellt kostnadseffektiv med dagens mått och tog inte heller tillvara arbetarnas insikter. De tre centrala begreppen i lean production är muda (無駄), mura (斑) och muri (無理) och syftar på: Onödigt; Ojämnt samt Omöjligt. Dessa tre ord används för att identifiera problem i produktionsflöden som inte skapar värde hos slutkunden. Enkelt uttryckt handlar det om "Mer värde för mindre arbete" i samma anda som det kända begreppet "Less is more".
Kritiker menar att lean production indirekt har återinfört löpande bandet i fabriker då det är lättare att jämna ut arbetsbelastningen och visualisera slöseri på ett löpande band. Det innebär i sin tur att arbetsuppgifterna för många arbetare tunnas ut till ett fåtal arbetsmoment som ofta ska vara klara tills produkten passerar en viss plats på bandet. Forskning visar på att lean production kan leda till ökad stress hos arbetare och kallas ibland av sina kritiker för "Management by stress". Lean production har också kritiserats för att användas som en universallösning på problem i processflöden, vilket kan leda till oönskade resultat. Till största delen skyllls dessa problem på att enbart vissa delar av systemen införts, exempelvis ökade produktionskrav utan att ge arbetarna inflytande över arbetsmetoderna, och/eller att ledningen inte förstått skillnaden mellan den ständiga förbättringren av processens enskilda delar och anläggningseffektiviteten som ser till helheten. Exempelvis anges hur ökad effektivitet vid en viss del istället för ökad produktion leder till flaskhalsar i senare delar.

## Historia
När Japan efter andra världskriget var tvunget att lägga om sin militära industri till civil industri tog Toyota inspiration från västvärldens masstillverkningsprinciper och anpassade dem till sin ekonomiska situation. Detta skapade, med Taiichi Ohno i spetsen, Toyota Production System (TPS).

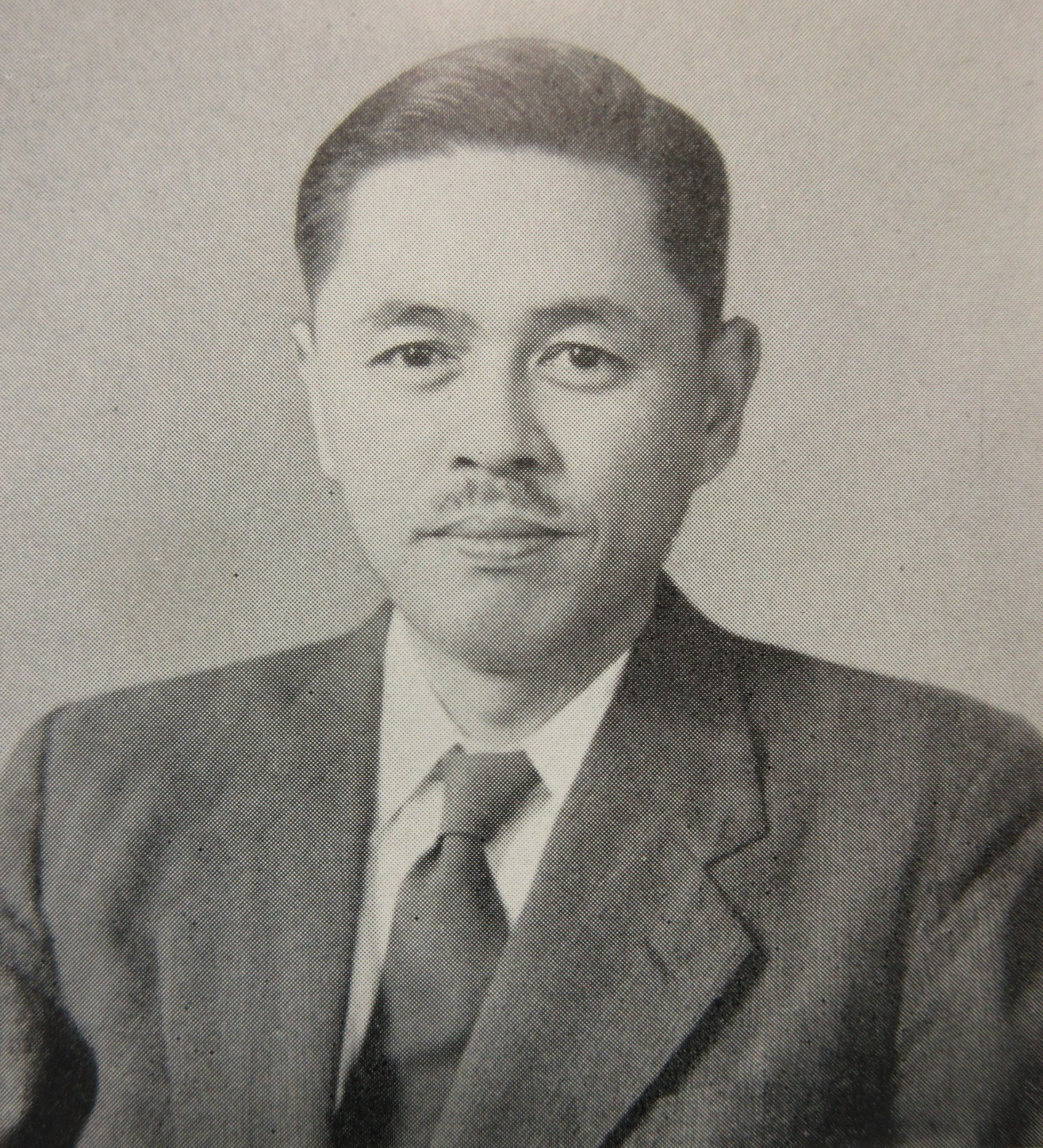
Taiichi Ohno

Ohno placerade maskinerna enligt processens steg och formulerade ett system som kom att kallas "supermarkets" efter amerikanska livsmedelsaffärer. För att skicka information till och från supermarkets bildades ett system som senare kom att bli det vi idag benämner kanban. Senare kom Ohno på att det så kallade pull-flödet kunde användas även för underleverantörer. Systemet mötte till en början mycket motstånd på Toyota och han var mycket illa omtyckt av ledningen för sin burdusa stil.
Efter oljekrisen 1973 påverkades inte Toyota lika hårt som andra bilfabriker, vilket ledde till att TPS blev mycket intressant för omvärlden. Det var dock mycket svåråtkomlig information då all form av dokumentation var skriven på japanska. En av de första att kunna lära ut TPS till folk i västvärlden var Shigeo Shingo, en japansk ingenjör som flyttat till USA någon gång under 80-talet. Shingo publicerade boken "A Study of the Toyota Production System", vilken blev vida känd. Kritiker till Shingo menar att hans bok inte är användbar för att implementera lean production och att Shingo knappast hade kunskapen till hur det bör göras, då han endast arbetat på Toyota som en extern konsult.
TPS var grundat på två koncept: “jidoka” (som kan översättas till “automatisering med en mänsklig touch”) och “Just-in-Time" som betyder att varje process producerar bara vad som krävs för nästa process, så att det skapas ett flöde. TPS är i många aspekter synonymt med "lean production" då uttrycket "lean" myntats i samband med en studie som MIT gjorde 1979 där man jämförde olika biltillverkare världen över. Under 1980-talet fick de västerländska industrierna konkurrens av Japan och det väcktes därför ett intresse för att tillämpa de strategier som japanerna använt sig av. Lean production har sedan kommit att användas utanför tillverkningsindustrin, bland annat inom sjukvården.
Det var japanen Sakichi Toyoda som utvecklade de idéer som senare skulle bli Lean. Han utvecklade en vävmaskin som kunde stanna när den kände av en trasig tråd. Detta gjorde att produktionsförloppet inte avstannade, utan kunde fortsätta. Detta lade grunden för automatisering och då även grunden för Lean. Taiichi Ohno myntade begreppet Kaizen (förbättring) inom management vilket innebär att man alltid ska söka kontinuerlig förbättring, då ingen process kan anses vara perfekt.

## Centrala koncept
Forskaren Jeffrey Liker har använt 14 punkter för att karakterisera Lean production:
1. Basera beslut på långsiktigt tänkande även då det sker på bekostnad av kortsiktiga finansiella mål.
2. Skapa kontinuerliga processflöden för att föra upp problem till ytan.
3. Använd dragande system för att undvika överproduktion.
4. Jämna ut arbetsbelastningen.
5. Skapa en kultur där processer stoppas för att reda ut problem.
6. Standardiserat arbete är grund för ständiga förbättringar och för medarbetarnas medverkan.
7. Använd visuell styrning så att inga problem döljs.
8. Använd bara pålitlig, väl beprövad teknik som passar medarbetare och processer.
9. Se till att ledningen känner verksamheten på djupet, lever enligt företagets filosofi och lär andra att göra det.
10. Utveckla människor och arbetslag som följer företagets filosofi.
11. Respektera partners och leverantörer genom att hjälpa dem att bli bättre.
12. Gå och se med egna ögon för att bättre förstå en situation.
13. Fatta beslut långsamt och i samförstånd. Överväg alla alternativ och genomför sedan valt beslut snabbt.
14. Bli en lärande organisation genom att ständigt reflektera och förbättra.

Centralt i lean production är "Just-in-Time" som innebär att ämnen/material/delar/produkter finns på rätt plats vid rätt tidpunkt. Många anser att lean production handlar om att minimera slöseri och att det därför förknippas med neddragningar. Fokus ligger på massproduktion till minsta kostnad. 

### Muda
Muda betyder "något onödigt" på japanska (無駄) och är ett av tre centrala begrepp inom Lean production. De andra två är mura (variabilitet) och muri (oflexibilitet). De sju onödiga företeelserna (muda), även benämnda som slöserier, som Shigeo Shingo identifierade vid sina studier av Toyota Production System:
- Överproduktion - tillverka mer eller tidigare än vad som behövs vilket orsakar ett stort slöseri i form av kapitalkostnader.
- Väntan - på att någonting ska hända.
- Lager - att lagra mer än vad som är nödvändigt.
- Rörelse - onödiga rörelser när medarbetarna utför sina jobb.
- Defekter - reparationer och omarbetning som inte tillför något värde för kund.
- Överarbete - att göra mer arbete än vad kunden kräver.
- Transporter - onödiga transporter.
- Medarbetarnas outnyttjade kreativitet - var inte med bland de ursprungliga, men har sedan lagts till som det åttonde slöseriet.

Huvudprincipen inom Lean är att eliminera slöseri. Alla aktiviteter som genomförs i en verksamhet kategoriseras utifrån om de ökar värdet av produkten för (slut)kunden eller inte. De aktiviteter som är icke värdeadderande är slöseri och dessa ska systematiskt elimineras vilket man gör genom olika typer av verktyg. Värt att notera är att organisationen i detta sammanhang inte enbart räknar köpare som kunder, utan även t.ex. myndigheter som ställer lagkrav, och den egna organisationen som ska hantera löner m.m.

## Kritik mot Lean production
Vad som oftast sker är att företag och organisationer använder enbart en liten del av det egentliga Lean Production. Faran är då att enbart inrikta sig på att eliminera slöseri utan att se till den enskilde individens behov. Detta medför att det egentliga syftet till Lean Production, Kaizen, totalt faller bort. Alltså har kvalitetsarbetet varit förgäves. Att sedan beskylla kvalitetssystemet förefaller mycket anmärkningsvärt, då förutsättningarna för att lyckas helt eliminerats när bara vissa bitar används. Det är inte underligt att det då blir stressigt för medarbetarna. För att systemet Lean Production ska fungera korrekt så måste hela organisationen och interna samt externa kunder vara med.
I förekommande fall där en kvalitetsmanual upprättats, så ska var och en ha klart för sig att målet med den är ständig förbättring. Med detta menas att en kvalitetsmanual aldrig blir färdig. Kvalitetsmanualen måste ständigt uppdateras och revideras.
Problematiken med Lean och dess implementering är att alla företag inte kan arbeta med kompletta produktionslinor om det finns mer än en, eftersom det visat sig att delade resurser skapar väntetider. Detta får en negativ påverkan på flödet  och skapar i vissa fall en flaskhals, vilken ställer företaget vid valet om att inte tillämpa Lean eller göra omfattande investeringar för att möjliggöra det.
En annan aspekt på att implementera LEAN på redan befintligt ledningssystem är att det ofta blir olika ledningsprocesser. En process för ledningssystemet(ISO) och en process för LEAN produktion.

## Andra metoder för förbättringsarbete
- Sex Sigma
- Totalkvalitet
- ISO/TS16949
- Kaizen
- ISO 9004
- Systemtänkande
- Kanban
- LFA metoden (The Logical Framework Approach)
- Lean produktutveckling
- ISO 9001